# 107e Amerikaans Congres
Het 107e Amerikaans Congres was een zitting van het Congres van de Verenigde Staten van Amerika Het Amerikaans Congres bestaat uit de Amerikaanse Senaat en het Huis van Afgevaardigden. Het Congres kwam voor het eerst bij elkaar op 3 januari 2001 en de termijn duurde tot 3 januari 2003.
Dit congres omvatte de laatste weken van uittredende president Bill Clinton en de eerste twee jaren van de eerste ambtstermijn van president George W. Bush. De verdeling van de zetels in het Huis van Afgevaardigden over de staten is gebaseerd op de volkstelling in 1990.

## Data van zittingen
3 januari 2001 - 3 januari 2003
- 1e sessie:3 januari 2001 - 20 december 2001
- 2e sessie : 23 januari 2002 - 22 november 2002

## Belangrijke momenten
- 3 januari 2001 : De Amerikaanse Senaat was gelijkmatig verdeeld, 50-50, tussen de twee partijen. Democraat Al Gore was nog vicepresident en gaf de Democraten een kleine meerderheid voor de 17 dagen tussen 3 januari en 20 januari na de inauguratie van de Republikeinse vicepresident Dick Cheney. Hillary Rodham Clinton, de vrouw van uitgaande Democratische president Bill Clinton, werd de eerste first lady in het Congres.
- 20 januari 2001: Inauguraties van George W. Bush en Dick Cheney
- 11 september 2001 : Aanslagen op 11 september 2001
- 7 oktober 2001:  Operatie Enduring Freedom begon.

## Verkiezing voor Voorzitter van het Huis van Afgevaardigden
Washington D.C. , 3 januari 2001 - Aantal leden 435 - Absolute meerderheid 218 (stemgerechtigd435)
| Dennis Hastert                                                                      | 222 | Republikein |
| Dick Gephardt                                                                       | 206 | Democraat   |
| Hiermee wordt Dennis Hastert gekozen als voorzitter van het Huis van Afgevaardigden |     |             |

## Partij verhoudingen

### Senaat

Verhoudingen tussen de partijen op de openingsdag van het 107e Congres
50 Democratische senatoren
50 Republikeinse senatoren

|                                | Partij (Kleur geeft meerderheid stemming aan) | Partij (Kleur geeft meerderheid stemming aan) | Partij (Kleur geeft meerderheid stemming aan) | Partij (Kleur geeft meerderheid stemming aan) | Totaal |   | Notities |
| ------------------------------ | --------------------------------------------- | --------------------------------------------- | --------------------------------------------- | --------------------------------------------- | ------ | - | --- |
|                                |                                               |                                               |                                               |                                               | Totaal |   | Notities |
| Democraten                     | Onafhankelijk                                 | Republikeinen                                 | Independence (MN)                             | Vacant                                        | Totaal |   | Notities |
| Einde van het vorige Congres   | 46                                            | 0                                             | 54                                            | 0                                             | 100    | 0 | Zie Amerikaanse Senaatsverkiezingen 2000 |
|                                |                                               |                                               |                                               |                                               |        |   | |
| Begin                          | 50                                            | 0                                             | 50                                            | 0                                             | 100    | 0 | Al Gore (D) was Vicepresident van de Verenigde Staten, met de beslissende stem.                                                                             |
| 20 januari 2001                | 50                                            | 0                                             | 50                                            | 0                                             | 100    | 0 | Dick Cheney (R) werd de Vicepresident van de Verenigde Staten, met de beslissende stem.                                                                     |
| 6 juni 2001                    | 50                                            | 1                                             | 49                                            | 0                                             | 100    | 0 | James Jeffords wisselde van de Republikeinen naar de Onafhankelijken en stemde mee met de Democraten.                                                       |
| 25 oktober 2002                | 49                                            | 1                                             | 49                                            | 0                                             | 99     | 1 | Paul Wellstone (D) overlijdt. |
| 5 november 2002                | 49                                            | 1                                             | 49                                            | 1                                             | 100    | 0 | Dean Barkley (I-MN), die niet mee stemde met een van beide partijen, nam Wellstones zetel over.                                                             |
| 25 november 2002               | 48                                            | 1                                             | 50                                            | 1                                             | 100    | 0 | Jim Talent (R) nam Jean Carnahans (D) zetel over, maar er was geen verandering van meerderheid vanwege dat de laatste zitting van de Senaat al was geweest. |
| 30 november 2002               | 48                                            | 1                                             | 49                                            | 1                                             | 99     | 1 | Phil Gramm (R) treedt af. |
| 2 december 2002                | 48                                            | 1                                             | 50                                            | 1                                             | 100    | 0 | John Cornyn (R) werd benoemd om Gramms termijn uit te zitten.                                                                                               |
| Aantal procent van de stemmen  | 49%                                           | 49%                                           | 50%                                           | 1%                                            |        |   | |
|                                |                                               |                                               |                                               |                                               |        |   | |
| Begin van het volgende Congres | 48                                            | 1                                             | 51                                            | 0                                             | 100    | 0 | Zie Amerikaanse Senaatsverkiezingen 2002 |

### Huis van Afgevaardigden
|                                | Partij (Kleur geeft meerderheid stemming aan) | Partij (Kleur geeft meerderheid stemming aan) | Partij (Kleur geeft meerderheid stemming aan) | Partij (Kleur geeft meerderheid stemming aan) | Totaal |   |
| ------------------------------ | --------------------------------------------- | --------------------------------------------- | --------------------------------------------- | --------------------------------------------- | ------ | - |
|                                |                                               |                                               |                                               |                                               | Totaal |   |
| Republikeinen                  | Onafhankelijk                                 | Onafhankelijk                                 | Democraten                                    | Vacant                                        | Totaal |   |
| Republikeinen                  | Meegestemd met Republikeinen                  | Meegestemd met Democraten                     | Democraten                                    | Vacant                                        | Totaal |   |
| Eind van het vorige Congres    | 222                                           | 0                                             | 1                                             | 210                                           | 433    | 2 |
|                                |                                               |                                               |                                               |                                               |        |   |
| Begin                          | 221                                           | 1                                             | 1                                             | 211                                           | 434    | 1 |
| 31 januari 2001                | 220                                           | 1                                             | 1                                             | 211                                           | 433    | 2 |
| 30 maart 2001                  | 220                                           | 1                                             | 1                                             | 210                                           | 432    | 3 |
| 15 mei 2001                    | 221                                           | 1                                             | 1                                             | 210                                           | 433    | 2 |
| 28 mei 2001                    | 221                                           | 1                                             | 1                                             | 209                                           | 432    | 3 |
| 5 juni 2001                    | 221                                           | 1                                             | 1                                             | 210                                           | 433    | 2 |
| 19 juni 2001                   | 222                                           | 1                                             | 1                                             | 210                                           | 434    | 1 |
| 5 augustus 2001                | 221                                           | 1                                             | 1                                             | 210                                           | 433    | 2 |
| 16 augustus 2001               | 220                                           | 1                                             | 1                                             | 210                                           | 432    | 3 |
| 6 september 2001               | 219                                           | 1                                             | 1                                             | 210                                           | 431    | 4 |
| 16 oktober 2001                | 220                                           | 1                                             | 1                                             | 211                                           | 433    | 2 |
| 20 november 2001               | 221                                           | 1                                             | 1                                             | 211                                           | 434    | 1 |
| 18 december 2001               | 222                                           | 1                                             | 1                                             | 211                                           | 435    | 0 |
| 24 juli 2002                   | 222                                           | 1                                             | 1                                             | 210                                           | 434    | 1 |
| 1 augustus 2002                | 223                                           | 0                                             | 1                                             | 210                                           | 434    | 1 |
| 9 september 2002               | 223                                           | 0                                             | 1                                             | 209                                           | 433    | 2 |
| 28 september 2002              | 223                                           | 0                                             | 1                                             | 208                                           | 432    | 3 |
| 30 november 2002               | 223                                           | 0                                             | 1                                             | 209                                           | 433    | 2 |
| Aantal procent van de stemmen  | 51.5%                                         | 51.5%                                         | 48.5%                                         | 48.5%                                         |        |   |
|                                |                                               |                                               |                                               |                                               |        |   |
| Begin van het volgende Congres | 229                                           | 0                                             | 1                                             | 205                                           | 435    | 0 |

## Leden

### Senaat
(R) = Republikein, (D) = Democraat, (I) = Onafhankelijk (Independent)

#### Alabama
- 3. Richard Shelby (R)
- 2. Jeff Sessions (R)

#### Alaska
- 2. Ted Stevens (R)
- 3. Frank Murkowski (R),tot 2 december 2002
  - Lisa Murkowski (R), vanaf 20 december 2002

#### Arizona
- 3. John McCain (R)
- 1. Jon Kyl (R)

#### Arkansas
- 2. Tim Hutchinson (R)
- 3. Blanche Lincoln (D)

#### Californië
- 1. Dianne Feinstein (D)
- 3. Barbara Boxer (D)

#### Colorado
- 3. Ben Nighthorse Campbell (R)
- 2. Wayne Allard (R)

#### Connecticut
- 3. Christopher Dodd (D)
- 1. Joseph Lieberman (D)

#### Delaware
- 2. Joe Biden (D)
- 1. Tom Carper (D)

#### Florida
- 3. Bob Graham (D)
- 1. Bill Nelson (D)

#### Georgia
- 2. Max Cleland (D)
- 3. Zell Miller (D)

#### Hawaii
- 3. Daniel Inouye (D)
- 1. Daniel Akaka (D)

#### Idaho
- 2. Larry Craig (R)
- 3. Mike Crapo (R)

#### Illinois
- 2. Richard Durbin (D)
- 3. Peter Fitzgerald (R)

#### Indiana
- 1. Richard Lugar (R)
- 3. Evan Bayh (D)

#### Iowa
- 3. Chuck Grassley (R)
- 2. Tom Harkin (D)

#### Kansas
- 3. Sam Brownback (R)
- 2. Pat Roberts (R)

#### Kentucky
- 2. Mitch McConnell (R)
- 3. Jim Bunning (R)

#### Louisiana
- 3. John Breaux (D)
- 2. Mary Landrieu (D)

#### Maine
- 1. Olympia Snowe (R)
- 2. Susan Collins (R)

#### Maryland
- 1. Paul Sarbanes (D)
- 3. Barbara Mikulski (D)

#### Massachusetts
- 1. Ted Kennedy (D)
- 2. John Kerry (D)

#### Michigan
- 2. Carl Levin (D)
- 1. Debbie Stabenow (D)

#### Minnesota
- 2. Paul Wellstone (D), tot 25 oktober 2002
  - Dean Barkley (I), vanaf 4 november 2002
- 1. Mark Dayton (D)

#### Mississippi
- 2. Thad Cochran (R)
- 1. Trent Lott (R)

#### Missouri
- 3. Kit Bond (R)
- 1. Jean Carnahan (D), tot 25 november 2002
  - Jim Talent (R), vanaf 25 november 2002

#### Montana
- 2. Max Baucus (D)
- 1. Conrad Burns (R)

#### Nebraska
- 2. Chuck Hagel (R)
- 1. Ben Nelson (D)

#### Nevada
- 3. Harry Reid (D)
- 1. John Ensign (R)

#### New Hampshire
- 2. Bob Smith (R)
- 3. Judd Gregg (R)

#### New Jersey
- 2. Robert Torricelli (D)
- 1. Jon Corzine (D)

#### New Mexico
- 2. Pete Domenici (R)
- 1. Jeff Bingaman (D)

#### New York
- 3. Charles Schumer (D)
- 1. Hillary Clinton (D)

#### North Carolina
- 2. Jesse Helms (R)
- 3. John Edwards (D)

#### North Dakota
- 1. Kent Conrad (D)
- 3. Byron Dorgan (D)

#### Ohio
- 1. Mike DeWine (R)
- 3. George Voinovich (R)

#### Oklahoma
- 3. Don Nickles (R)
- 2. James Inhofe (R)

#### Oregon
- 3. Ron Wyden (D)
- 2. Gordon Smith (R)

#### Pennsylvania
- 3. Arlen Specter (R)
- 1. Rick Santorum (R)

#### Rhode Island
- 2. Jack Reed (D)
- 1. Lincoln Chafee (R)

#### South Carolina
- 2. Strom Thurmond (R)
- 3. Ernest Hollings (D)

#### South Dakota
- 3. Tom Daschle (D)
- 2. Tim Johnson (D)

#### Tennessee
- 2. Fred Thompson (R)
- 1. Bill Frist (R)

#### Texas
- 2. Phil Gramm (R), tot 30 november 2002
  - John Cornyn (R), vanaf 2 december 2002
- 1. Kay Bailey Hutchison (R)

#### Utah
- 1. Orrin Hatch (R)
- 3. Robert Bennett (R)

#### Vermont
- 3. Patrick Leahy (D)
- 1. James Jeffords (R)tot 6 juni 2011, daarna (I)

#### Virginia
- 2. John Warner (R)
- 1. George Allen (R)

#### Washington
- 3. Patty Murray (D)
- 1. Maria Cantwell (D)

#### West Virginia
- 1. Robert Byrd (D)
- 2. Jay Rockefeller (D)

#### Wisconsin
- 1. Herb Kohl (D)
- 3. Russ Feingold (D)

#### Wyoming
- 1. Craig Thomas (R)
- 2. Michael Enzi (R)

### Huis van Afgevaardigden

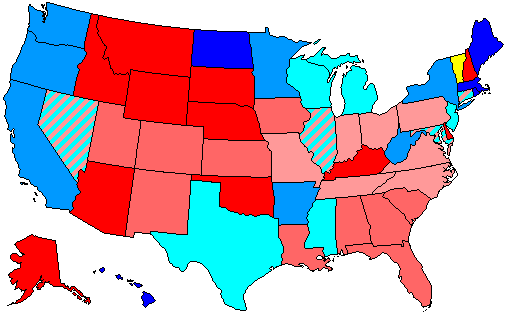
Percentage van de zetels in het Huis per partij:
Republikeins > 80%
Republikeins 61–80%
Republikeins 51–60%
Democratisch 51–60%
Democratisch 61–80%
Democratisch > 80%
Onafhankelijk/ Democratisch verbintenis

De Congresdistrict nummers verwijzen naar artikels die het district zelf beschrijven. Aangezien de grenzen van de districten vaak en aanzienlijk veranderen beschrijven de artikelen waar naar verwezen wordt slechts alleen het district zoals het tegenwoordig is en niet zoals het was ten tijde van dit Congres.

#### Alabama
- 1. Sonny Callahan (R)
- 2. Terry Everett (R)
- 3. Bob Riley (R)
- 4. Robert Aderholt (R)
- 5. Robert E. Cramer (D)
- 6. Spencer Bachus (R)
- 7. Earl F. Hilliard (D)

#### Alaska
- At-large. Don Young (R)

#### Arizona
- 1. Jeff Flake (R)
- 2. Ed Pastor (D)
- 3. Bob Stump (R)
- 4. John Shadegg (R)
- 5. Jim Kolbe (R)
- 6. J. D. Hayworth (R)

#### Arkansas
- 1. Marion Berry (D)
- 2. Vic Snyder (D)
- 3. Asa Hutchinson (R), tot 5 augustus 2001
  - John Boozman (R), vanaf 20 november 2001
- 4. Mike Ross (D)

#### Californië
- 1. Mike Thompson (D)
- 2. Wally Herger (R)
- 3. Doug Ose (R)
- 4. John Doolittle (R)
- 5. Robert Matsui (D)
- 6. Lynn Woolsey (D)
- 7. George Miller (D)
- 8. Nancy Pelosi (D)
- 9. Barbara Lee (D)
- 10. Ellen Tauscher (D)
- 11. Richard Pombo (R)
- 12. Tom Lantos (D)
- 13. Pete Stark (D)
- 14. Anna Eshoo (D)
- 15. Mike Honda (D)
- 16. Zoe Lofgren (D)
- 17. Sam Farr (D)
- 18. Gary Condit (D)
- 19. George Radanovich (R)
- 20. Cal Dooley (D)
- 21. Bill Thomas (R)
- 22. Lois Capps (D)
- 23. Elton Gallegly (R)
- 24. Brad Sherman (D)
- 25. Howard McKeon (R)
- 26. Howard Berman (D)
- 27. Adam Schiff (D)
- 28. David Dreier (R)
- 29. Henry Waxman (D)
- 30. Xavier Becerra (D)
- 31. Hilda Solis (D)
- 32. Diane Watson (D), vanaf 5 juni 2001
- 33. Lucille Roybal-Allard (D)
- 34. Grace Napolitano (D)
- 35. Maxine Waters (D)
- 36. Jane Harman (D)
- 37. Juanita Millender-McDonald (D)
- 38. Steve Horn (R)
- 39. Ed Royce (R)
- 40. Jerry Lewis (R)
- 41. Gary Miller (R)
- 42. Joe Baca (D)
- 43. Ken Calvert (R)
- 44. Mary Bono (R)
- 45. Dan Rohrabacher (R)
- 46. Loretta Sanchez (D)
- 47. Christopher Cox (R)
- 48. Darrell Issa (R)
- 49. Susan Davis (D)
- 50. Bob Filner (D)
- 51. Randy "Duke" Cunningham (R)
- 52. Duncan Hunter (R)

#### Colorado
- 1. Diana DeGette (D)
- 2. Mark Udall (D)
- 3. Scott McInnis (R)
- 4. Bob Schaffer (R)
- 5. Joel Hefley (R)
- 6. Thomas G. Tancredo (R)

#### Connecticut
- 1. John Larson (D)
- 2. Rob Simmons (R)
- 3. Rosa DeLauro (D)
- 4. Christopher Shays (R)
- 5. James H. Maloney (D)
- 6. Nancy Johnson (R)

#### Delaware
- At-large. Michael N. Castle (R)

#### Florida
- 1. Joe Scarborough (R), tot 6 september 2001
  - Jeff Miller (R), vanaf 16 oktober 2001
- 2. Allen Boyd (D)
- 3. Corrine Brown (D)
- 4. Ander Crenshaw (R)
- 5. Karen Thurman (D)
- 6. Cliff Stearns (R)
- 7. John Mica (R)
- 8. Ric Keller (R)
- 9. Michael Bilirakis (R)
- 10. Bill Young (R)
- 11. Jim Davis (D)
- 12. Adam Putnam (R)
- 13. Dan Miller (R)
- 14. Porter Goss (R)
- 15. Dave Weldon (R)
- 16. Mark Foley (R)
- 17. Carrie P. Meek (D)
- 18. Ileana Ros-Lehtinen (R)
- 19. Robert Wexler (D)
- 20. Peter Deutsch (D)
- 21. Lincoln Diaz-Balart (R)
- 22. Clay Shaw (R)
- 23. Alcee Hastings (D)

#### Georgia
- 1. Jack Kingston (R)
- 2. Sanford Bishop (D)
- 3. Mac Collins (R)
- 4. Cynthia McKinney (D)
- 5. John Lewis (D)
- 6. Johnny Isakson (R)
- 7. Bob Barr (R)
- 8. Saxby Chambliss (R)
- 9. Nathan Deal (R)
- 10. Charlie Norwood (R)
- 11. John Linder (R)

#### Hawaï
- 1. Neil Abercrombie (D)
- 2. Patsy Mink (D), tot 28 september 2002
  - Ed Case (D), vanaf 30 november 2002

#### Idaho
- 1. C. L. Otter (R)
- 2. Michael K. Simpson (R)

#### Illinois
- 1. Bobby Rush (D)
- 2. Jesse Jackson, Jr. (D)
- 3. William Lipinski (D)
- 4. Luis Gutierrez (D)
- 5. Rod Blagojevich (D)
- 6. Henry Hyde (R)
- 7. Danny K. Davis (D)
- 8. Philip Crane (R)
- 9. Janice D. Schakowsky (D)
- 10. Mark Steven Kirk (R)
- 11. Jerry Weller (R)
- 12. Jerry Costello (D)
- 13. Judy Biggert (R)
- 14. Dennis Hastert (R)
- 15. Timothy V. Johnson (R)
- 16. Donald Manzullo (R)
- 17. Lane Evans (D)
- 18. Ray LaHood (R)
- 19. David D. Phelps (D)
- 20. John Shimkus (R)

#### Indiana
- 1. Pete Visclosky (D)
- 2. Mike Pence (R)
- 3. Tim Roemer (D)
- 4. Mark Souder (R)
- 5. Steve Buyer (R)
- 6. Dan Burton (R)
- 7. Brian D. Kerns (R)
- 8. John Hostettler (R)
- 9. Baron Hill (D)
- 10. Julia Carson (D)

#### Iowa
- 1. Jim Leach (R)
- 2. Jim Nussle (R)
- 3. Leonard Boswell (D)
- 4. Greg Ganske (R)
- 5. Tom Latham (R)

#### Kansas
- 1. Jerry Moran (R)
- 2. Jim Ryun (R)
- 3. Dennis Moore (D)
- 4. Todd Tiahrt (R)

#### Kentucky
- 1. Ed Whitfield (R)
- 2. Ron Lewis (R)
- 3. Anne Northup (R)
- 4. Ken Lucas (D)
- 5. Hal Rogers (R)
- 6. Ernie Fletcher (R)

#### Louisiana
- 1. David Vitter (R)
- 2. William J. Jefferson (D)
- 3. W.J. Billy Tauzin (R)
- 4. Jim McCrery (R)
- 5. John Cooksey (R)
- 6. Richard H. Baker (R)
- 7. Christopher John (D)

#### Maine
- 1. Tom Allen (D)
- 2. John Baldacci (D)

#### Maryland
- 1. Wayne Gilchrest (R)
- 2. Robert Ehrlich (R)
- 3. Ben Cardin (D)
- 4. Albert Wynn (D)
- 5. Steny Hoyer (D)
- 6. Roscoe Bartlett (R)
- 7. Elijah Cummings (D)
- 8. Connie Morella (R)

#### Massachusetts
- 1. John Olver (D)
- 2. Richard Neal (D)
- 3. Jim McGovern (D)
- 4. Barney Frank (D)
- 5. Marty Meehan (D)
- 6. John Tierney (D)
- 7. Ed Markey (D)
- 8. Mike Capuano (D)
- 9. Joe Moakley (D), tot 28 mei 2001
  - Stephen Lynch (D), vanaf 16 oktober 2001
- 10. Bill Delahunt (D)

#### Michigan
- 1. Bart Stupak (D)
- 2. Peter Hoekstra (R)
- 3. Vern Ehlers (R)
- 4. David Lee Camp (R)
- 5. James A. Barcia (D)
- 6. Fred Upton (R)
- 7. Nick Smith (R)
- 8. Mike Rogers (R)
- 9. Dale Kildee (D)
- 10. David E. Bonior (D)
- 11. Joe Knollenberg (R)
- 12. Sander Levin (D)
- 13. Lynn N. Rivers (D)
- 14. Carolyn Cheeks Kilpatrick (D)
- 15. John Conyers (D)
- 16. John Dingell (D)

#### Minnesota
- 1. Gil Gutknecht (R)
- 2. Mark Kennedy (R)
- 3. Jim Ramstad (R)
- 4. Betty McCollum (DFL)
- 5. Martin Olav Sabo (DFL)
- 6. Bill Luther (DFL)
- 7. Collin Peterson (DFL)
- 8. James Oberstar (DFL)

#### Mississippi
- 1. Roger Wicker (R)
- 2. Bennie Thompson (D)
- 3. Chip Pickering (R)
- 4. Ronnie Shows (D)
- 5. Gene Taylor (D)

#### Missouri
- 1. William Lacy Clay, Jr. (D)
- 2. Todd Akin (R)
- 3. Dick Gephardt (D)
- 4. Ike Skeltton (D)
- 5. Karen McCarthy (D)
- 6. Sam Graves (R)
- 7. Roy Blunt (R)
- 8. Jo Ann Emerson (R)
- 9. Kenny Hulshof (R)

#### Montana
- At-large. Denny Rehberg (R)

#### Nebraska
- 1. Doug Bereuter (R)
- 2. Lee Terry (R)
- 3. Tom Osborne (R)

#### Nevada
- 1. Shelley Berkley (D)
- 2. Jim Gibbons (R)

#### New Hampshire
- 1. John E. Sununu (R)
- 2. Charlie Bass (R)

#### New Jersey
- 1. Rob Andrews (D)
- 2. Frank LoBiondo (R)
- 3. H. James Saxton (R)
- 4. Chris Smith (R)
- 5. Marge Roukema (R)
- 6. Frank Pallone (D)
- 7. Mike Ferguson (R)
- 8. Bill Pascrell, Jr. (D)
- 9. Steve Rothman (D)
- 10. Donald M. Payne (D)
- 11. Rodney Frelinghuysen (R)
- 12. Rush D. Holt, Jr. (D)
- 13. Bob Menendez (D)

#### New Mexico
- 1. Heather Wilson (R)
- 2. Joe Skeen (R)
- 3. Tom Udall (D)

#### New York
- 1. Felix Grucci (R)
- 2. Steve Israel (D)
- 3. Peter T. King (R)
- 4. Caroly McCarthy (D)
- 5. Gary Ackerman (D)
- 6. Gregory W. Meeks (D)
- 7. Joseph Crowley (D)
- 8. Jerrold Nadler (D)
- 9. Anthony Weiner (D)
- 10. Edolphus Towns (D)
- 11. Major Owens (D)
- 12. Nydia Velázquez (D)
- 13. Vito Fossella (R)
- 14. Carolyn B. Maloney (D)
- 15. Charles Rangel (D)
- 16. José Serrano (D)
- 17. Eliot L. Engel (D)
- 18. Nita Lowey (D)
- 19. Sue W. Kelly (R)
- 20. Benjamin A. Gilman (R)
- 21. Michael R. McNulty (D)
- 22. John E. Sweeney (R)
- 23. Sherwood Boehlert (R)
- 24. John M. McHugh (R)
- 25. James T. Walsh (R)
- 26. Maurice Hinchey (D)
- 27. Thomas M. Reynolds (R)
- 28. Louise McIntosh Slaughter (D)
- 29. John J. LaFalce (D)
- 30. Jack Quinn (R)
- 31. Amo Houghton (R)

#### North Carolina
- 1. Eva M. Clayton (D)
- 2. Bob Etheridge (D)
- 3. Walter B. Jones (R)
- 4. David Priee (D)
- 5. Richard Burr (R)
- 6. Howard Coble (R)
- 7. Mike McIntyre (D)
- 8. Robin Hayes (R)
- 9. Sue Wilkins Myrick (R)
- 10. Cass Ballenger (R)
- 11. Charles H. Taylor (R)
- 12. Mel Watt (D)

#### North Dakota
- At-large. Earl Pomeroy (D)

#### Ohio
- 1. Steve Chabot (R)
- 2. Rob Portman (R)
- 3. Tony P. Hall (D), tot 9 september 2002, daarna vacant
- 4. Mike Oxley (R)
- 5. Paul Gillmor (R)
- 6. Ted Strickland (D)
- 7. Dave Hobson (R)
- 8. John Boehner (R)
- 9. Marcy Kaptur (D)
- 10. Dennis Kucinich (D)
- 11. Stephanie Tubbs Jones (D)
- 12. Pat Tiberi (R)
- 13. Sherrod Brown (D)
- 14. Thomas C. Sawyer (D)
- 15. Deborah Pryce (R)
- 16. Ralph Regula (R)
- 17. James Traficant (D), tot 24 juli 2002, daarna vacant
- 18. Bob Ney (R)
- 19. Steve LaTourette (R)

#### Oklahoma
- 1. Steve Largent (R), tot
  - John Sullivan (R), vanaf
- 2. Brad Carson (D)
- 3. Wes Watkins (R)
- 4. J.C. Watts (R)
- 5. Ernest Istook (R)
- 6. Frank Lucas (R)

#### Oregon
- 1. David Wu (D)
- 2. Greg Walden (R)
- 3. Earl Blumenauer (D)
- 4. Peter DeFazio (D)
- 5. Darlene Hooley (D)

#### Pennsylvania
- 1. Bob Brady (D)
- 2. Chaka Fattah (D)
- 3. Robert A. Borski, Jr. (D)
- 4. Melissa Hart (R)
- 5. John E. Peterson (R)
- 6. Tim Holden (D)
- 7. Curt Weldon (R)
- 8. James C. Greenwood (R)
- 9. Bud Shuster (R), tot 3 februari 2001
  - Bill Shuster (R), vanaf 15 mei 2001
- 10. Don Sherwood (R)
- 11. Paul Kanjorski (D)
- 12. John Murtha (D)
- 13. Joseph M. Hoeffel (D)
- 14. William J. Coyne (D)
- 15. Patrick J. Toomey (R)
- 16. Joseph R. Pitts (R)
- 17. George W. Gekas (R)
- 18. Michael F. Doyle (D)
- 19. Todd Russell Platts (R)
- 20. Frank Mascara (D)
- 21. Phil English (R)

#### Rhode Island
- 1. Patrick J. Kennedy (D)
- 2. James Langevin (D)

#### South Carolina
- 1. Henry E. Brown, Jr. (R)
- 2. Floyd Spence (R)
  - (R), vanaf 18 december 2001
- 3. Lindsey Graham (R)
- 4. Jim DeMint (R)
- 5. John Spratt (D)
- 6. Jim Clyburn (D)

#### South Dakota
- At-large. John Thune (R)

#### Tennessee
- 1. William L. Jenkins (R)
- 2. John Duncan (R)
- 3. Zach Wamp (R)
- 4. Van Hilleary (R)
- 5. Bob Clement (D)
- 6. Bart Gordon (D)
- 7. Ed Bryant (R)
- 8. John S. Tanner (D)
- 9. Harold Ford, Jr. (D)

#### Texas
- 1. Max Sandlin (D)
- 2. Jim Turner (D)
- 3. Sam Johnson (R)
- 4. Ralph Hall (D)
- 5. Pete Sessions (R)
- 6. Joe Barton (R)
- 7. John Culberson (R)
- 8. Kevin Brady (R)
- 9. Nick Lampson (D)
- 10. Lloyd Doggett (D)
- 11. Chet Edwards (D)
- 12. Kay Granger (R)
- 13. Mac Thornberry (R)
- 14. Ron Paul (R)
- 15. Rubén Hinojosa (D)
- 16. Silvestre Reyes (D)
- 17. Charles Stenholm (D)
- 18. Sheila Jackson-Lee (D)
- 19. Larry Combest (R)
- 20. Charlie Gonzalez (D)
- 21. Lamar Smith (R)
- 22. Tom DeLay (R)
- 23. Henry Bonilla (R)
- 24. Martin Frost (D)
- 25. Ken Bentsen (D)
- 26. Dick Armey (R)
- 27. Solomon P. Ortiz (D)
- 28. Ciro Rodriguez (D)
- 29. Gene Green (D)
- 30. Eddie Bernice Johnson (D)

#### Utah
- 1. James V. Hansen (R)
- 2. Jim Matheson (D)
- 3. Chris Cannon (R)

#### Vermont
- At-large. Bernie Sanders (I)

#### Virginia
- 1. Jo Ann Davis (R)
- 2. Edward L. Schrock (R)
- 3. Robert C. Scott (D)
- 4. Norman Sisisky (D)
  - Randy Forbes (R), vanaf 19 juni 2001
- 5. Virgil Goode (R), (I tot 1 augustus 2002)
- 6. Bob Goodlatte (R)
- 7. Eric Cantor (R)
- 8. Jim Moran (D)
- 9. Rick Boucher (D)
- 10. Frank Wolf (R)
- 11. Thomas M. Davis (R)

#### Washington
- 1. Jay Inslee (D)
- 2. Rick Larsen (D)
- 3. Brian Baird (D)
- 4. Doc Hastings (R)
- 5. George Nethercutt (R)
- 6. Norman D. Dicks (D)
- 7. Jim McDermott (D)
- 8. Jennifer Dunn (R)
- 9. Adam Smith (D)

#### West Virginia
- 1. Alan Mollohan (D)
- 2. Shelley Moore Capito (R)
- 3. Nick Rahall (D)

#### Wisconsin
- 1. Paul Ryan (R)
- 2. Tammy Baldwin (D)
- 3. Ron Kind (D)
- 4. Gerald D. Kleczka (D)
- 5. Tom Barrett (D)
- 6. Tom Petri (R)
- 7. Dave Obey (D)
- 8. Mark Green (R)
- 9. Jim Sensenbrenner (R)

#### Wyoming
- At-large. Barbara Cubin (R)

#### Niet stemgerechtigde leden
- Amerikaans-Samoa. Eni Faleomavaega (D)
- District of Columbia. Eleanor Holmes Norton (D)
- Guam. Robert A. Underwood (D)
- Puerto Rico. Aníbal Acevedo Vilá (D/PPD)
- Amerikaanse Maagdeneilanden. Donna Christian-Christensen (D)